# Johann Diecmann

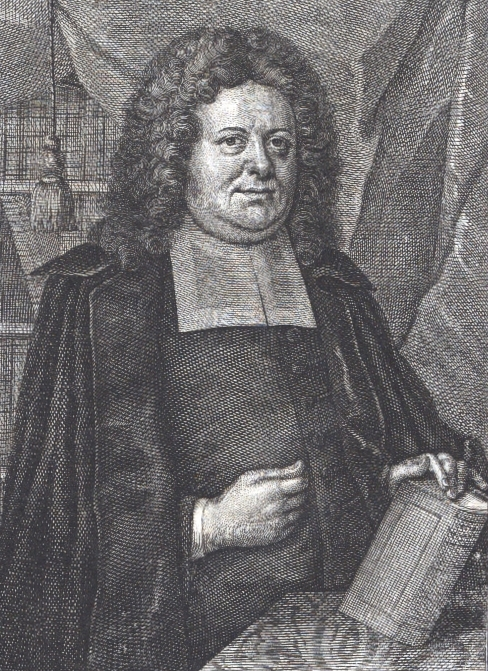
Johann Diecmann

Johann Diecmann (* 30. Juni 1647 in Stade; † 4. Juli 1720 ebenda) war ein deutscher Pädagoge und lutherischer Theologe.

## Leben
Der Sohn des Pastors Jacob Diecmann und seiner Frau Katharina (geb. Hinze) studierte an den Universitäten Gießen, Jena und Wittenberg. Nachdem er am 28. April 1671 den akademischen Grad eines Magisters erworben hatte, wurde er 1674 Rektor des Gymnasiums in Stade und am 14. Februar 1683 Generalsuperintendent des Herzogtums Bremen und Verden. In dieser Funktion war er auch geistliches Mitglied des Konsistoriums in Stade.
Daraufhin promovierte er an der Universität Kiel zum Doktor der Theologie. In Stade erlebte er 1676 die Belagerung durch lüneburgsche und münstersche Truppen und floh vor den Dänen im Großen Nordischen Krieg 1712 nach Bremen. Bis 1715 war er ohne Amt, wurde jedoch von der hannoverischen Regierung wieder in seinem Amt als Generalsuperintendent bestätigt.
Streng antikatholisch, entwickelte er Sympathien für die reformierte Kirche und wurde deswegen als Kryptocalvinist angegriffen. Den neuen Bestrebungen seiner Zeit war er aufgeschlossen, so dass man ihn als Pietist diffamierte. Er war auch als Orientalist aktiv und gilt als Wegbereiter der deutschen Philologie.

## Werkauswahl
- Specimen Glossarii Msti. Latino Theotisci, quod Rhabano Mauro etc. Inscribitur, illustrati. Stade 1721.
- De naturalisimo. Kiel 1683, Leipzig 1684.
- De naturalismo tum aliorum, tum maxime Bodini …. Jena 1700.
- Der Durch den Glauben zum Kriegen und Siegen gestärckte König. Stade 1701. (Digitalisat)
- Historia naturalisimi de Adam Tibbechovius.
- Inquisitio in genuios naturales vocis Kirche, qua eos non in Graecia send Germania constituendos esse probatur. Stade 1718.